# Huvisaari (ö i Päijänne-Tavastland)
Huvisaari är en ö i Finland. Den ligger i sjön Konnivesi och i kommunen Heinola i den ekonomiska regionen  Lahtis ekonomiska region  och landskapet Päijänne-Tavastland, i den södra delen av landet, 130 km nordost om huvudstaden Helsingfors. Öns area är 1,4 hektar och dess största längd är 230 meter i sydväst-nordöstlig riktning.